# Джевапли
Джевапли (на гръцки: Λαοδικηνό, Лаодикино, катаревуса Λαοδικηνόν, Лаодикинон, до 1926 година Τζεβαλή, Цевали или Τσεβαπλή, Цевапли) е село в Егейска Македония, Гърция, дем Кукуш, област Централна Македония.

## География
Селото е разположено на 13 километра югоизточно от Кукуш (Килкис).

## История
След Междусъюзническата война Джевапли попада в Гърция. Боривое Милоевич пише в 1921 година („Южна Македония“), че Джевапли (Џевапли) има 30 къщи турци. В 1926 година селото е прекръстено на Лаодикино. Населението на селото се изселва в Турция и на негово място са заселени гърци бежанци. В 1928 година Джевапли е представено като чисто бежанско село със 19 бежански семейства и 56 души.
Преброявания
- 2001 година - 247 души
- 2011 година - 186 души